# Беш Леся Василівна
Ле́ся Васи́лівна Бе́ш (12 квітня 1960, м. Дрогобич) — український лікар-педіатр та дитячий алерголог, педагог.
Доктор медичних наук (2000), професор (2003).
Одна з провідних українських науковців у галузі педіатрії, розробниця методів діагностики та лікування різних форм алергії у дітей.
Понад 30 років — наукова співробітниця та педагог Львівського національного медичного університету імені Данила Галицького, з 2016 року — завідувачка кафедри педіатрії № 2.
Авторка близько 300 наукових робіт.
Учениця професорів Ткаченко Світлани Кузьмівни та Ласиці Ольги Іларіонівни.
Керівниця Львівського міського дитячого алергологічного центру (2000).
Засновниця та керівниця проєкту інформаційного часопису "Алергія у дитини" (2006), який користується великою популярністю серед лікарів і науковців, висвітлює актуальні питання сучасної педіатрії та алергології.

## Життєпис
Беш Л. В. пройшла непросту і насичену школу становлення себе як спеціаліста, усе досягнула наполегливою працею. У 1983 р. закінчила з відзнакою педіатричний факультет Львівського державного медичного інституту. Працювала лікарем–педіатром районної лікарні в невеличкому містечку Новояворівськ що на Яворівщині, де оволоділа усім тонкощам практичної медицини. Активна та творча натура спонукала Лесю Василівну проводити не тільки якісну щоденну роботу, але й робити аналітичні спостереження, розробляти практичні рекомендації, бажання ділитися здобутим клінічним досвідом. Такий науковий погляд на медицину привів Беш Л. В. на кафедру педіатрії Львівського національного медичного університету, де під керівництвом професора Ткаченко Світлани Кузьмівни захистила кандидатську дисертацію. У 1993 році стала асистентом, у 1998 — доцентом кафедри. У 1999 році захистила докторську дисертацію. Звання професора Беш Л. В. було присвоєно у 2003 році.

## Наукова та громадська діяльність
Науковими інтересами професор Беш Л. В. є проблеми дитячої алергології, пульмонології та нутриціології.
Професор започаткувала проведення щорічних науково-практичних конференцій з питань педіатрії та алергології, які майже чверть століття збирають велику аудиторію практичних лікарів та науковців України та Європи.
Науково-практичні досягнення Беш Л. В. визнані в Україні та світі. Леся Василівна є членом Європейського респіраторного товариства, Європейської академії алергологів і клінічних імунологів.

## Учні
Професор Беш Л. В. підготувала 9 кандидатів медичних наук та 1 доктора медичних наук.

## Ключові публікації
1.               Беш Л. В., Недельська С. М. Вибрані питання дитячої алергології. Львів: Простір-М, 2016. 166 с.
2.               Беш Л. В., Ласиця Т. С., Беш О. М. Бронхіальна астма в практиці сімейного лікаря. Львів: Простір-М, 2018. 116 с.
3.               Беш Л. В., Слюзар З. Л. Динаміка структури сенсибілізації у дітей м. Львова, хворих на бронхіальну астму // Астма і алергія. — 2019. — № 1. — С. 22-26. DOI: 10.31655/2307-3373-2019-1-22-264.
4.               Беш Л. В., Мацюра О. І. Алергія до білків коров'ячого молока: 5 практичних кроків до перемоги над хворобою.  Львів: Простір-М, 2020. 138 с.
5.               Беш Л. В., Мацюра О. І. Особливості розвитку, перебігу й принципи діагностики харчової анафілаксії у дітей раннього віку. Здоров'я дитини. 2021;2(16). С. 69-74.
6.               Matsyura O., Besh L., Lukyanenko N., Gutor T., Nahurna Y., Kovalska O., Menshykova A.. Anafilaksja pokarmowa u małych dzieci: własne doświadczenia kliniczne w diagnostyce i identyfikacji przyczyn // Pediatr Med Rodz. 2021, 17 (2), p. 155—163. DOI: 10.15557/PiMR.2021.0021.
7.                Matsyura O., Menshykova A., Besh L., Gutor T., Kovalska O., Besh O., Sorokopud O.,  Lukyanenko N., Blok B.F. Translation, adaptation, and initial validation of the Food Allergy Quality of Life Questionnaire — Parent Form (0–12 years) in Ukrainian language // Pediatria Polska. 2021, 96 (1): 47-52. DOI: 10.5114/polp.2021.104828.
8.                Matsyura O, Besh L, Borysiuk O, Gutor T, Malska A, Kovalska O, Besh O, Sorokopud O, Vari SG. Food Hypersensitivity in Children Aged 0-3 Years of the Lviv Region in Ukraine: A Cross-Sectional Study. Front Pediatr. 2022 Jan 10;9:800331. doi: 10.3389/fped.2021.800331. PMID: 35083186; PMCID: PMC8784876.
9.               Matsyura O, Besh L, Kens O, Kosorinová D, Volkovová K, Vari SG. Polymorphic Variants of Interleukin-13 R130Q and Interleukin-4 T589C in Children with and without Cow's Milk Allergy. Life (Basel). 2022 Apr 19;12(5):612. doi: 10.3390/life12050612. PMID: 35629280; PMCID: PMC9147099.
10.          Matsyura O, Besh L, Borysiuk O, Lukyanenko, Malska A. Peculiarities of diagnosing allergy to cow's milk protein in children under one year of age. Georgian medical news 2021;314:87-90. PMID: 34248033. https://pubmed.ncbi.nlm.nih.gov/34248033.
11.           Matsyura O, Besh L, Zubchenko S, Zaremba N, Slaba O. Analysis of causative factors of recurrent bronchial obstruction syndrome in young children. Georgian Med News. 2021 Nov;(320):59-64. PMID: 34897046.
12.          Besh L, Matsyura O, Savchuk N, Gutor T, Nahurna Y, Kovalska O, Lukyanenko N. Multidisciplinary approach to management of pediatric patients with skin symptoms of food allergy. Wiad Lek. 2022;75(1):20-26. PMID: 35092241.
13.          Matsyura O, Besh L, Slyuzar Z, Borysiuk O, Besh O, Gutor T. Artificial ventilation of the lungs in the neonatal period: long-term outcomes. Georgian Medical News. 2023;335(2):17–21. (Q4, IF 0,13) PMID: 37042582; https://geomednews.com/Articles/2023/2_2023/13-16.pdf
14.          Matsyura O, Besh L, Borysiuk O, Besh O, Kondratyuk M, Sorokopud O, Zubchenko S. Efficacy of primary rehabilitation measures associated with the development of recurrent bronchial obstruction syndrome in young children with respiratory disorders in neonatal period. Wiad Lek. 2023;76(1):17-25. DOI: 10.36740/WLek202301102.
15.          Matsyura O, Besh L, Jefimova S, Slivinska-Kurchak K, Gerasymov S.  Hematohidrosis in Pediatric Practice — a Case Report and Review of the Literature. Acta medica Lituanica. 2024:12-21. DOI: 10.15388/Amed.2024.31.1.2.

## Об'єкти інтелектуальної власності (патенти на корисну модель, свідоцтва на авторський твір)
1.     Мацюра О. І., Беш Л. В. Спосіб діагностики алергії до білків коров'ячого молока у дітей віком до 12 місяців. Патент на корисну модель № 145490 Україна, МПК G 01 N 33 / 53, А 61 В 10 / 00; патентовласник Львівський національний медичний університет імені Данила Галицького. — заявл. 27.07.2020; опубл. 10.12.2020, Бюл. № 23.
2.     Мацюра О. І., Беш Л. В. Спосіб діагностики та визначення ступеня ризику алергії до білків коров'ячого молока у дітей віком від 1 до 3 років. Патент на корисну модель № 145868 Україна, МПК G 01 N 33 / 53, А 61 В 10 / 00; патентовласник Львівський національний медичний університет імені Данила Галицького. — заявл. 27.07.2020; опубл. 06.01.2021, Бюл. № 1.
3.     Мацюра О. І., Беш Л. В. Спосіб діагностики алергії до білків коров'ячого молока та вибору тактики лікування у дітей віком понад 3 роки. Пат. на корисну модель № 145871 Україна, МПК G 01 N 33 / 53, А 61 В 10 / 00; патентовласник Львівський національний медичний університет імені Данила Галицького. — заявл. 27.07.2020; опубл. 06.01.2021, Бюл. № 1.
4.    Мацюра О. І., Беш Л. В. Науковий твір «Переклад з англійської мови наукового твору FAQLQ-PF. Опитувальник якості життя дітей при харчовій алергії — Форма для батьків (0 — 12 років) Food Allergy Quality of Life Questionnaire — Parent Form (0 — 12 years)». — Свідоцтво про реєстрацію авторського права на твір № 83660 від 14.12.2018 р.
5.    Мацюра О. І., Беш Л. В. Науковий твір «Переклад з англійської мови наукового твору FAQLQ-PТF. Опитувальник якості життя дітей при харчовій алергії — Форма для батьків — Підлітки (13 — 17 років) Food Allergy Quality of Life Questionnaire — Parent Form — Adolescents aged 13 — 17». — Свідоцтво про реєстрацію авторського права на твір № 83915 від 14.12.2018 р.
6.    Мацюра О. І., Беш Л. В. Науковий твір «Переклад з англійської мови наукового твору FAQLQ-СF. Опитувальник якості життя дітей при харчовій алергії — Форма для дітей (8 — 12 років) Food Allergy Quality of Life Questionnaire — Child Form (8 — 12 years)». — Свідоцтво про реєстрацію авторського права на твір № 83919 від 14.12.2018 р.
7.    Мацюра О. І., Беш Л. В. Науковий твір «Переклад з англійської мови наукового твору FAQLQ-ТF. Опитувальник якості життя дітей при харчовій алергії — Форма для підлітків (13 — 17 років) Food Allergy Quality of Life Questionnaire — Teenager Form (13 — 17 years)». — Свідоцтво про реєстрацію авторського права на твір № 83918 від 14.12.2018 р.
8.    Мацюра О. І., Беш Л. В. Науковий твір «Таблиця для розрахунку еквіваленту білка коров'ячого молока в різних молочних продуктах». — Свідоцтво про реєстрацію авторського права на твір № 83916 від 14.12.2018 р.
9.    Мацюра О. І., Беш Л. В. Науковий твір «Алгоритм підготовки і проведення оральних провокаційних проб в педіатрії». — Свідоцтво про реєстрацію авторського права на твір № 83917 від 14.12.2018 р.

## Грамоти, нагороди, відзнаки
Грамота, видана Беш Л. В., д.мед.н., професору, завідувачу кафедри педіатрії № 2, члену підкомісії із спеціальності 228 «Педіатрія» сектору вищої освіти Науково-методичної ради Міністерства освіти і науки України за бездоганну працю та особистий внесок у розроблення стандартів вищої освіти, Львівський національний медичний університет імені Данила Галицького, 2022.

## Лікувальна робота
Лікувальну діяльність професор Беш Л. В. проводить на базі медичного центру "Довголіття" (м. Львів), де консультує дітей із педіатричними та алергологічними проблемами з різних куточків України.